# Albia
Albia és una població dels Estats Units a l'estat d'Iowa. Segons el cens del 2000 tenia 3.706 habitants.

## Demografia
Segons el cens del 2000, Albia tenia 3.706 habitants, 1.531 habitatges, i 943 famílies. La densitat de població era de 457,2 habitants per km².
Dels 1.531 habitatges en un 29,8% hi vivien nens de menys de 18 anys, en un 46,8% hi vivien parelles casades, en un 11,5% dones solteres, i en un 38,4% no eren unitats familiars. En el 33,9% dels habitatges hi vivien persones soles el 19,2% de les quals corresponia a persones de 65 anys o més que vivien soles. El nombre mitjà de persones vivint en cada habitatge era de 2,31 i el nombre mitjà de persones que vivien en cada família era de 2,97.
Per edats la població es repartia de la següent manera: un 25,1% tenia menys de 18 anys, un 7,9% entre 18 i 24, un 24,2% entre 25 i 44, un 19,8% de 45 a 60 i un 22,9% 65 anys o més.
L'edat mediana era de 39 anys. Per cada 100 dones de 18 o més anys hi havia 80,5 homes.
Cap de les famílies i el 9,2% de la població estaven per davall del llindar de pobresa.

## Poblacions més properes
El següent diagrama mostra les poblacions més properes.